# Jean Wilhelm Pfendt
Jean Wilhelm Pfendt, auch Jean-Wilhelm Pfendt, eigentlich Johannes Pfendt, (18. Oktober 1900 in Offenbach-Bürgel, Hessen – 8. Januar 1974 in Bad Homburg vor der Höhe) war ein deutscher Opernsänger (Bass).

## Leben
Pfendt wurde am Hoch’schen Konservatorium ausgebildet und debütierte 1933 in Gotha als „König“ in Aida. Er verließ Gotha 1935 und ging nach Nordhausen. 1937 wechselte er ans Theater Augsburg, 1939 ans Nationaltheater Weimar. 1941 ging er von dort nach Hamburg, wo er bis 1963 verblieb.
Er übernahm dort hauptsächlich mittlere und kleinere Partien wie den „Kuno“ im Freischütz, den „Monterone“ im Rigoletto, den „Herzog“ in Guntram, den „Kothner“ in den Meistersingern und den „Polizeikommissar“ im Rosenkavalier etc.